# Friedrich Veit (Pfarrer)
Friedrich Veit (* 29. September 1888 in Schwarzenbach an der Saale; † 20. Januar 1961 in München) war ein deutscher evangelischer Pastor und Senator im Bayerischen Senat.

## Leben und Wirken
Veit wurde 1888 in Schwarzenbach an der Saale geboren. Er war der älteste Sohn des Kirchenpräsidenten Friedrich Veit.
Veit machte 1907 in München Abitur. Er studierte von 1907 bis 1911 evangelische Theologie in Erlangen, Berlin und Tübingen und schloss 1911 mit dem 1. theologisches Examen ab. Anschließend war er kurzzeitig im Predigerseminar in München. Von 1912 bis 1917 war er Stadtvikar an der Markus-Kirche in München. Im Ersten Weltkrieg war er zunächst Lazarettgeistlicher in München, dann Feldgeistlicher an der Westfront. Von 1918 bis 1925 war er Pfarrer in Weißenburg. Er war ab 1925 Zweiter und ab 1932 Erster Pfarrer an der Sebalduskirche in Nürnberg und langjähriger Vorsitzender des Landesverbands der Evangelischen Arbeitervereine Bayerns sowie des Landesverbands der Evangelischen Kirchenchöre Bayerns. Während des Zweiten Weltkriegs wurde er zum Leiter der Inneren Mission in Nürnberg ernannt und war gleichzeitig Vorsitzender der Arbeitsgemeinschaft der freien Wohlfahrtsverbände.
Von Dezember 1947 bis zu seinem Tod war er Mitglied des Bayerischen Senats. Ab 1948 war er Mitglied des Ausschusses für Kulturpolitik, dessen Vorsitzender er 1958/1961 war. Er saß zudem von 1948 bis 1961 im Rundfunkrat.
Am 16. Januar 1961, vier Tage vor seinem Tod, war er mit dem Bayerischen Verdienstorden ausgezeichnet worden.
Veit war verheiratet und hatte drei Kinder. Er verstarb 1961 im Alter von 72 Jahren.

## Veröffentlichungen (Auswahl)
- Exegese und Predigt, in: Neue Kirchliche Zeitschrift, Jg. 29 (1918), S. 508–517.
- Die Musik in Luthers Leben und Werk, in: Luther. Gestalt und Glaube, o. O. 1948, S. 126–143.